# 한국환경기술진흥원
한국환경기술진흥원은 국가핵심전략분야인 환경산업을 고부가가치 산업으로 육성하고, 기후변화 대응 등 환경 현안을 해결하여 국민 삶의 질 향상과 국가경제발전에 기여하기 위하여 설립된 대한민국 환경부 산하 공공기관이었으나 2009년 친환경상품진흥원과 통합되어 한국환경산업기술원으로 재출범하였다. 서울특별시 은평구 불광동 진흥로 290에 있었다.

## 연혁
- 1992년 12월 국립환경연구원에 G-7선도기술개발사업 관리업무 부여
- 2000년 9월 (재)한국환경기술진흥원 설립
- 2005년 7월 환경부 법정법인화(환경기술개발 및 지원에 관한 법률)
- 2007년 4월 공공기관 지정(공공기관 운영에 관한 법률)
- 2008년 8월 환경기술진흥원 및 친환경상품진흥원 통합 결정
- 2009년 1월 환경기술개발 및 지원에 관한 법률 일부 개정·공포
- 2009년 4월 8일 한국환경산업기술원 설립

## 주요 업무
- 환경기술개발에 대한 사업 기획·평가·관리의 지원
- 환경기술개발사업에 대한 수요조사 및 기술예측
- 개발된 환경기술의 보급 및 실용화 촉진
- 환경기술평가·관리(신기술인증 및 기술검증)
- 환경산업체 발굴·육성 및 지원에 관한 사업
- 국제공동연구 지원사업
- 환경기술진흥에 관련된 인력양성 및 교육훈련사업
- 환경기술정보의 수집 및 보급사업
- 정부 관련부처에서 위임·위탁하는 사업

## 같이 보기
- 한국환경산업기술원